# Полубарьева, Людмила Петровна
Людми́ла Петро́вна Полуба́рьева (30 марта 1913, Царевококшайск, Казанская губерния, Российская империя ― 26 июля 2001, Йошкар-Ола, Марий Эл, Россия) ― советский деятель культуры, краевед, общественный деятель, экономист. Организатор первого (домашнего) музея истории города Йошкар-Олы Марий Эл. Почётный гражданин Йошкар-Олы (1987).

## Биография
Родилась 30 марта 1913 года в г. Царевококшайске (ныне ― г. Йошкар-Ола). Принадлежит к старинному царевококшайскому роду Полубарьевых.
В 1937 году окончила Поволжский лесотехнический институт имени М. Горького по специальности «Инженер-лесовод».
В 1937―1968 годах ― экономист треста «Марилес».
После выхода на пенсию в 1968 году увлеклась краеведением: вместе с мужем Н. П. Софроновым вела активную переписку со старожилами Йошкар-Олы, собирала исследовательские материалы о городе и горожанах. В итоге был организован первый (домашний) музей истории города Йошкар-Олы.
В 1967 году ей присвоено звание «Заслуженный работник торговли Марийской АССР». В 1987 году удостоена звания «Почётный гражданин Йошкар-Олы». Награждена медалями.
Скончалась 26 июля 2001 года в Йошкар-Оле, похоронена там же.

## Звания и награды
- Заслуженный работник торговли Марийской АССР (1967)[1]
- Почётный гражданин Йошкар-Олы (21.05.1987)[1] ― за активное участие в сохранении и пропаганде исторического наследия города Йошкар-Олы, воспитании молодого поколения в духе любви и преданности к родным местам[6][7]
- Медаль «За доблестный труд. В ознаменование 100-летия со дня рождения Владимира Ильича Ленина»[1]

## Память
С 1996 года собранные Л. П. Полубарьевой и Н. П. Софроновым материалы хранятся в Музее истории города Йошкар-Олы.